# Université de Waikato
 (avril 2021).
Pour les articles homonymes, voir Waikato.
L'université de Waikato (en anglais, University of Waikato), est une université située à Hamilton, en Nouvelle-Zélande, avec un campus secondaire situé à Tauranga.
Fondée en 1964, ce fut la première université de Nouvelle-Zélande destinée à combler un vide sur la carte.

## Historique
L'université de Waikato doit son existence à un groupe d'habitants déterminés d'Hamilton, qui en 1956 lancèrent une pétition pour une université, rendue nécessaire pour les besoins de la partie Sud de la région d'Auckland Ce groupe était mené par Douglas Seymour, un avocat, ainsi que par Anthony (« Rufus ») Rogers, un député de Hamilton et frère du maire pendant de nombreuses années de la ville de Hamilton Denis Rogers.
Leur campagne coïncida avec la pénurie d'enseignants des années 1950, qui poussa le gouvernement néo-zélandais à faire un plan pour la formation d'enseignements pour les collèges de la région  Là où était installé un simple institut de formation des enseignants, il fallait une université pour donner aux étudiants un accès à l'enseignement supérieur.
En 1960, le nouvel établissement de formation des enseignants établis à Hamilton ouvrit ses portes en combinaison avec une section deugs de l'université d'Auckland pour former un nouveau campus mixte à Hillcrest, dans les banlieues de la ville.
En 1964, les deux institutions se déplacèrent vers leurs nouveaux locaux et l'année suivante, l'université de Waikato fut officiellement inaugurée par le gouverneur-général Sir Bernard Fergusson (devenu plus tard « Lord Ballantrae »).
Le premier vice-chancelier, Don Llewellyn, fut chargé de développer le campus partagé et construire un seul programme académique, une approche bien accueillie par le principal de l'institut de formation des enseignants, John Allan. Mais l'idée même de colocation disparu devant les pratiques établies, et la fusion effective des deux institutions ne e réalité avant les années 1990.
À ce moment l'université comprenait une école de lettres (humanités) et une école de sciences sociales. En 1969, Dr Llewellyn réussit à persuader les autorisées à fonder un établissement d'enseignement des Sciences (maintenant la Faculté des sciences et des techniques).
Celle-ci fut suivi de la création de l'École de management de Waikato en 1972, puis l'École des sciences de l'informatique et le service des ordinateurs (qui finalement devint la Faculté d'informatique et des sciences mathématiques ) en 1973, et l'établissement de l'École et maintenant la Faculté, de droit en 1990.
Depuis le début, il fut envisagé que l'étude du Māori pourrait être une des caractéristiques clé de cette nouvelle université, et le Centre d'étude et de recherche Māori fut finalement installé dans l'Institut des Sciences Sociales en 1972, après de nombreux retards. Une école séparée fut fondée pour le développement de la culture Māori et du Pacifique fut formellement établie en 1996.
En 1999, l'école initiale de lettres et des sciences sociales (« Schools of Humanities and Social Sciences ») fusionnèrent pour former l’école (et ensuite la faculté) des arts et des sciences sociales.
En 1998, l'université forma une alliance avec l'École polytechnique de la baie de l'Abondance pour faciliter l'enseignement dans la partie Ouest de la région de la Baie de l'Abondance. Les premiers étudiants de l'université de Waikato diplômés à Tauranga furent reçus lors d'une cérémonie qui se tint à Tauranga en 2001.
En 2010, le partenariat tertiaire fut élargi pour inclure Te Whare Wānanga o Awanuiārangi dans l'Est de la « Bay de Plenty »,.
En 2014, l'université devint un espace non fumeur, interdisant le tabac sur le campus et dans les véhicules de l'université.

## Informations générales

### Structure et gouvernance

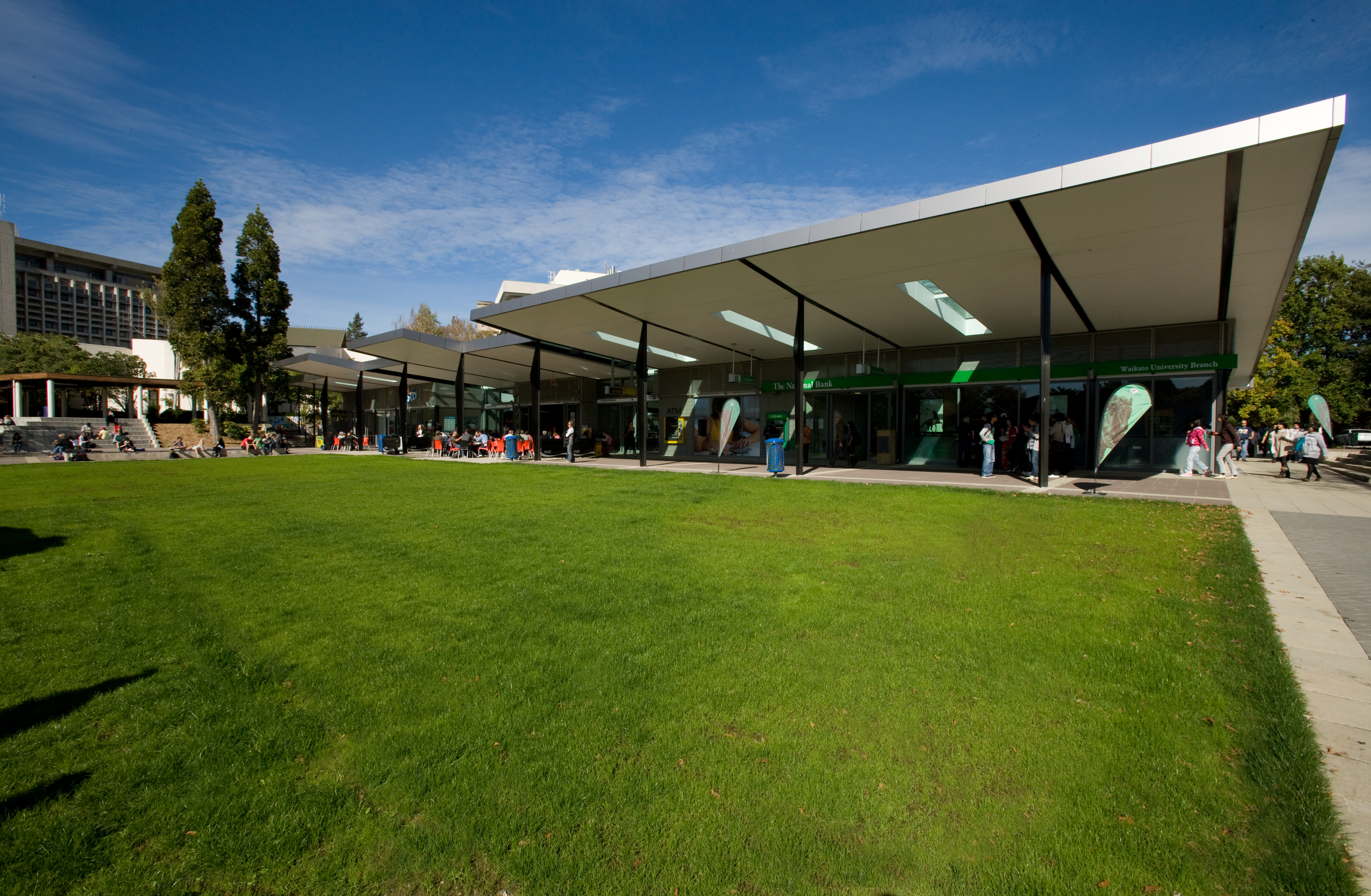
La pelouse du village est le centre du rassemblement social de l'université de Waikato sur le campus de Hamilton.

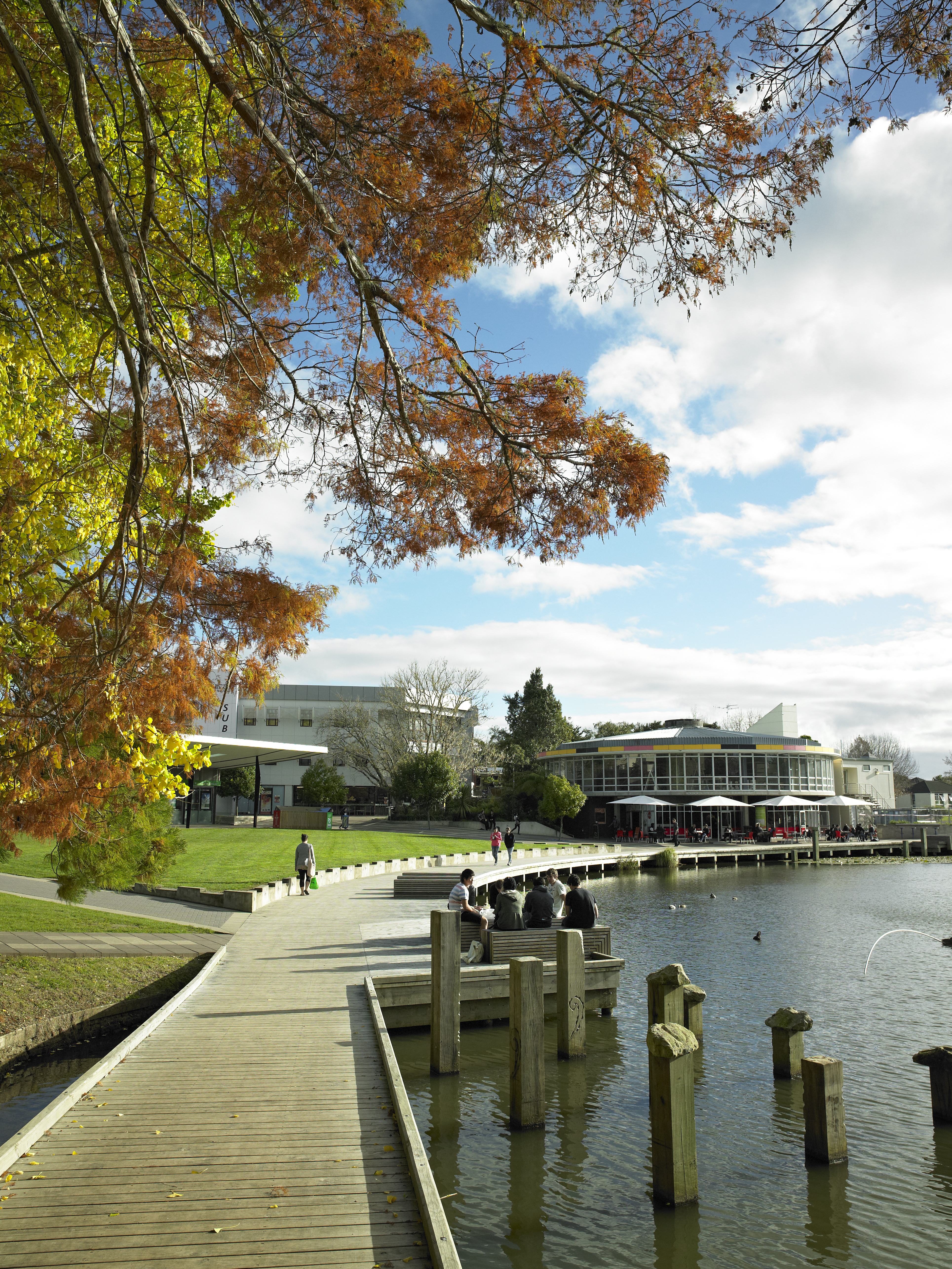
L'un des trois lacs de l'université de Waikato sur le campus de Hamilton.

Le directeur exécutif de l'université de Waikato est le vice-chancelier, actuellement Roy Crawford. L'université est gouvernée par un conseil, dirigé par le chancelier de l'université, qui est actuellement l'ancien Premier ministre de la Nouvelle-Zélande : James B. Bolger.
Le conseil de l'université travaille avec le comité « Te Rōpū Manukura », formé des représentants des responsables des seize iwi (tribus Māori) de la zone d'influence de l'université. Te Rōpū Manukura est le gardien (Kaitiaki) du Traité de Waitangi pour l'université de Waikato, et agit pour s'assurer que l'université travaille en partenariat avec les tribus (iwi) pour assurer les besoins tertiaires et les aspirations de la communauté des Māori.
La liste suivante montre l'identité des différents chanceliers de l'université :
- Denis Rogers (en) (1964–1969)
- J. Bruce McKenzie (1970–1972)
- Henry R. Bennett (1973–1978)
- C. Douglas Arcus (1979–1980)
- Sir David Lance Tompkins List of King's and Queen's Counsel in New Zealand (en) (1981–1985)
- Henry R. Bennett (1986–1987)
- Dame Joy Drayton (en) (1988–1991)
- Gerald D. G. Bailey (1992–1997)
- Caroline Bennett (1998–2002)
- John A. Gallagher (2003–2005)
- John B. Jackman (2006–2007)[11]
- Rt Hon James Bolger (depuis 2007)[11]

### Campus
L'université de Waikato fonctionne sur deux campus, à Hamilton et à Tauranga. Le campus principal à Hamilton s'étend sur 64 hectares de jardins paysagers et de lacs et comprend des installations sportives étendues et des zones de récréation. À Tauranga, l'université partage le campus avec l'École polytechnique de la « Bay of Plenty » à Windermere Campus et le Centre Bong de Tauranga.
Le campus d'Hamilton était initialement une ferme. Dessinés par l'architecte John Blake-Kelly en 1964, les espaces ouverts et paysagers contiennent des plantes originales qui existent à l'état naturel, et en particulier des fougères, autour des trois lacs artificiels, créés en dessinant trois lits marécageux.
Les lacs jouent un rôle vital dans le système de drainage de l'eau de l'université, mais ils sont peu profonds et susceptibles d'eutrophisation. Chaque printemps une récolte a lieu pour retirer l'excès d'eau et les poissons nuisibles.

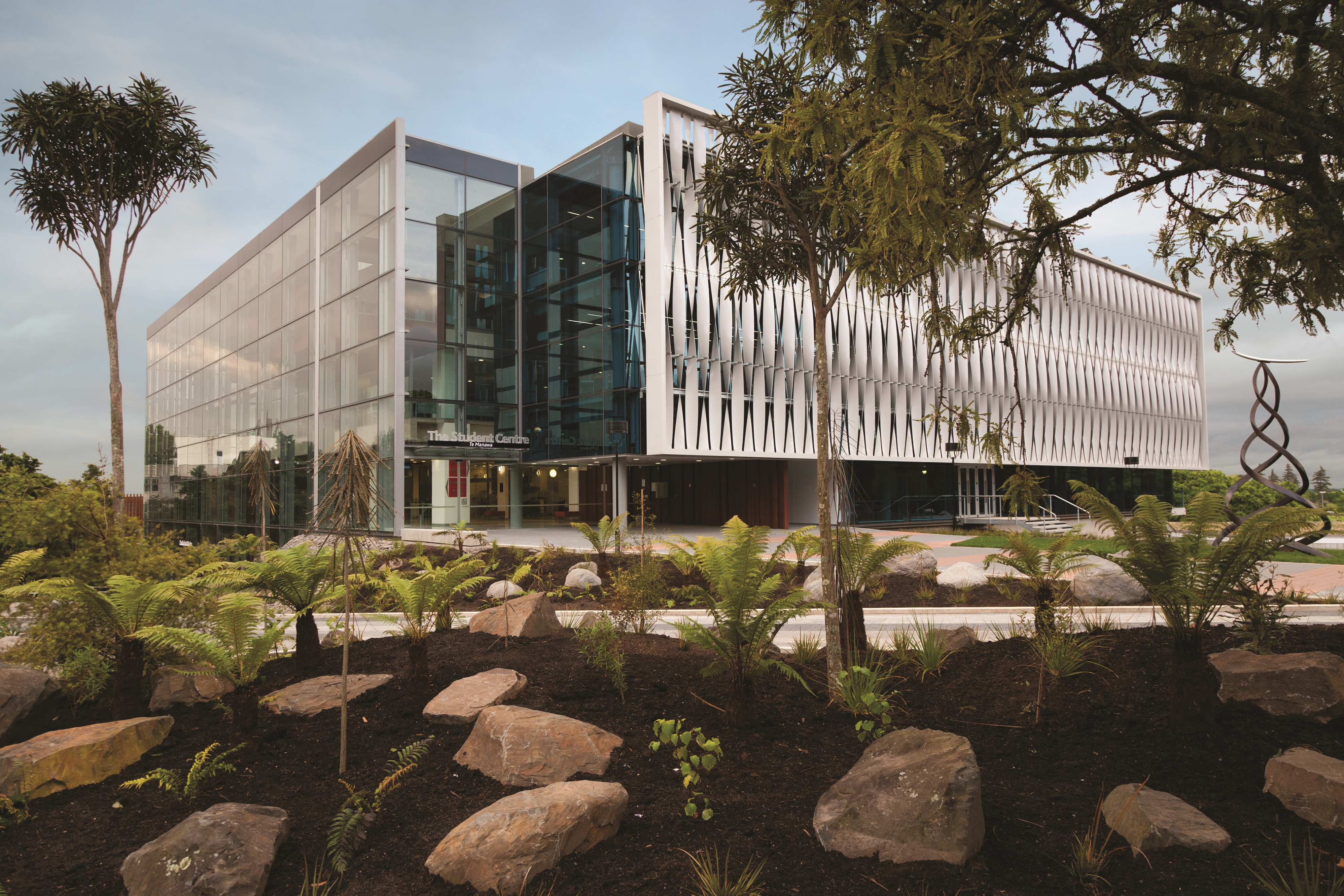
Centre des étudiants de l'université de Waikato.
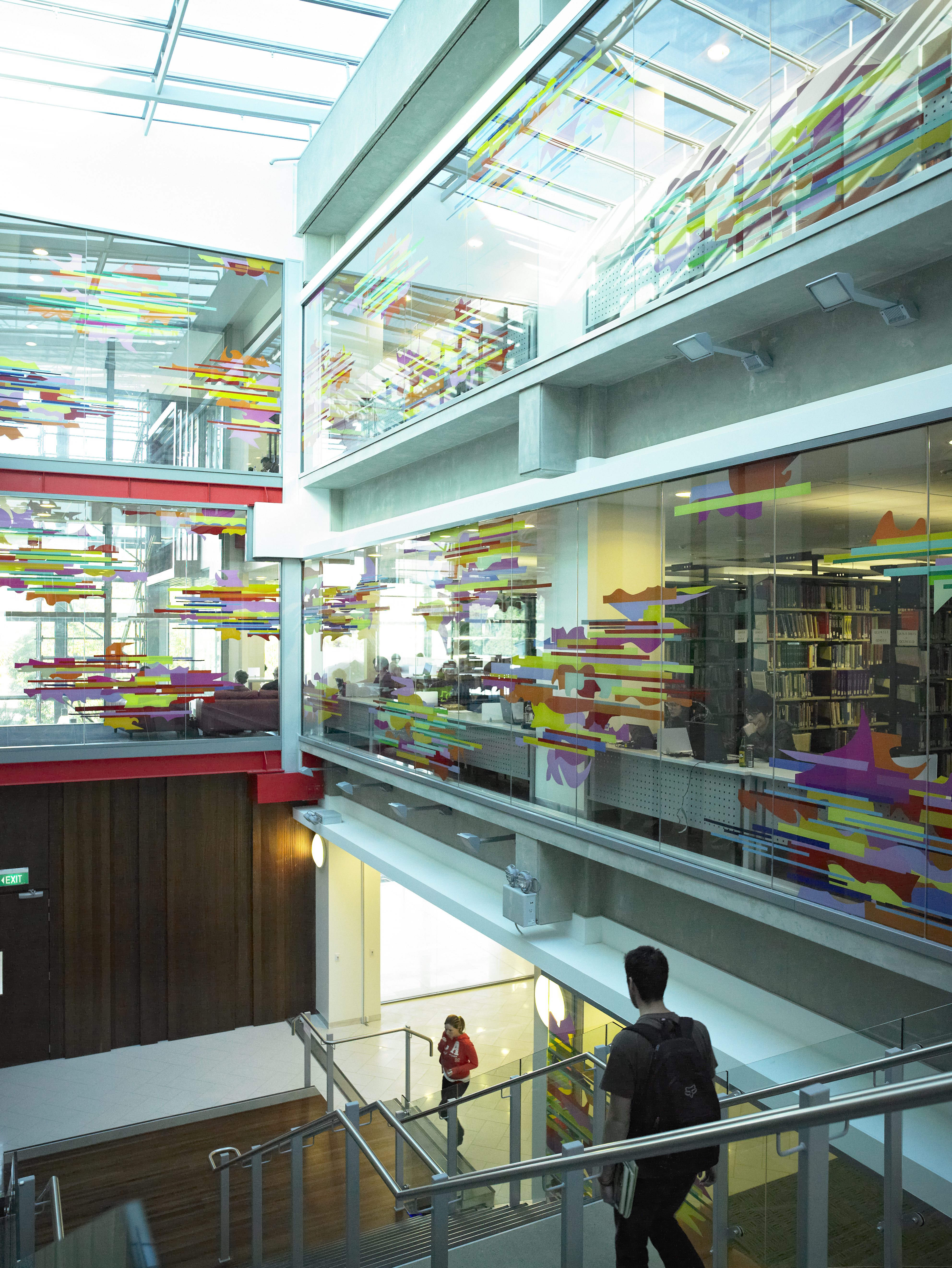
À l'intérieur du centre universitaire de l'université  de Waikato.
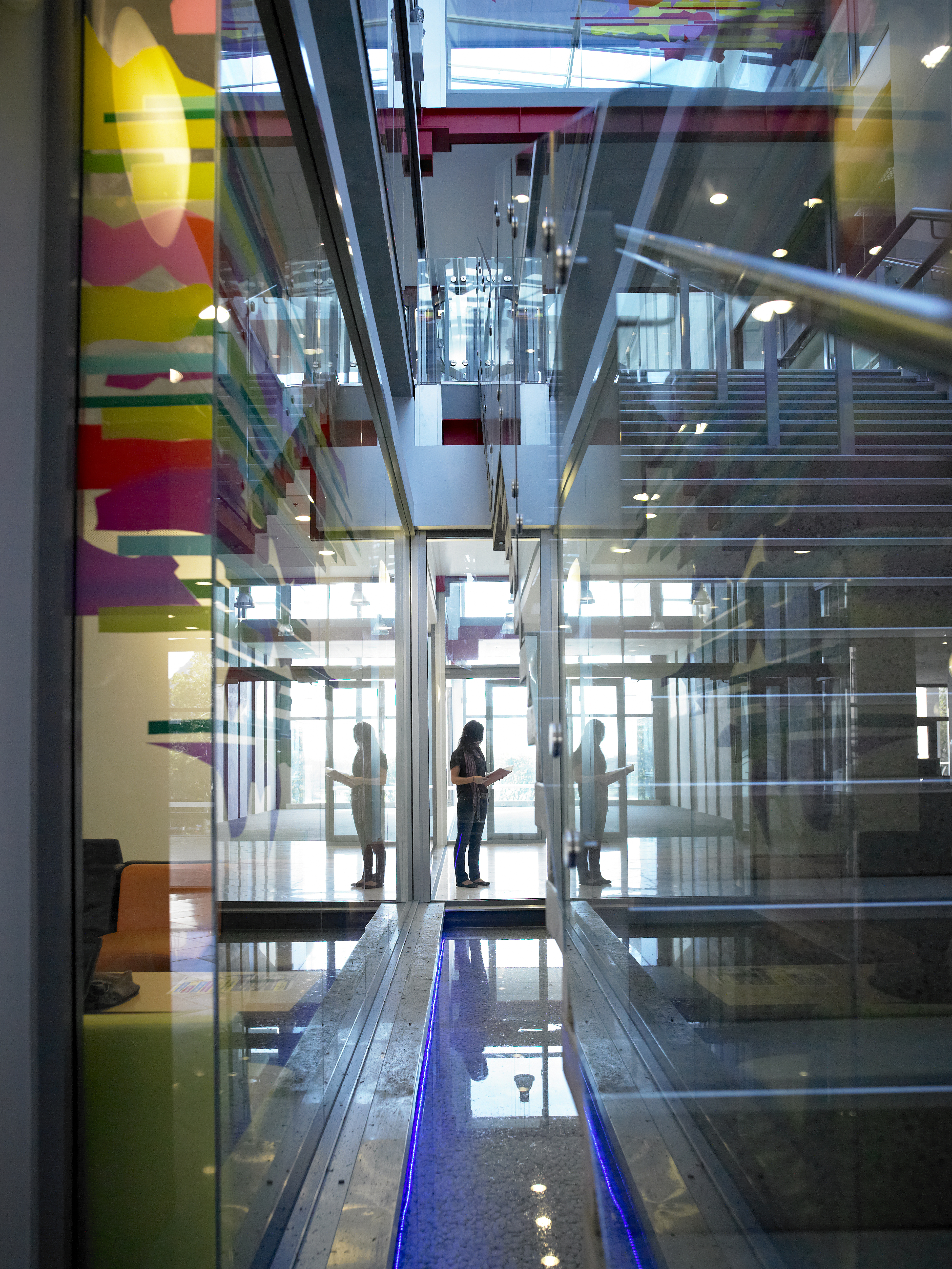
Pièce d'eau à l'intérieur du centre universitaire de l'université de Waikato.
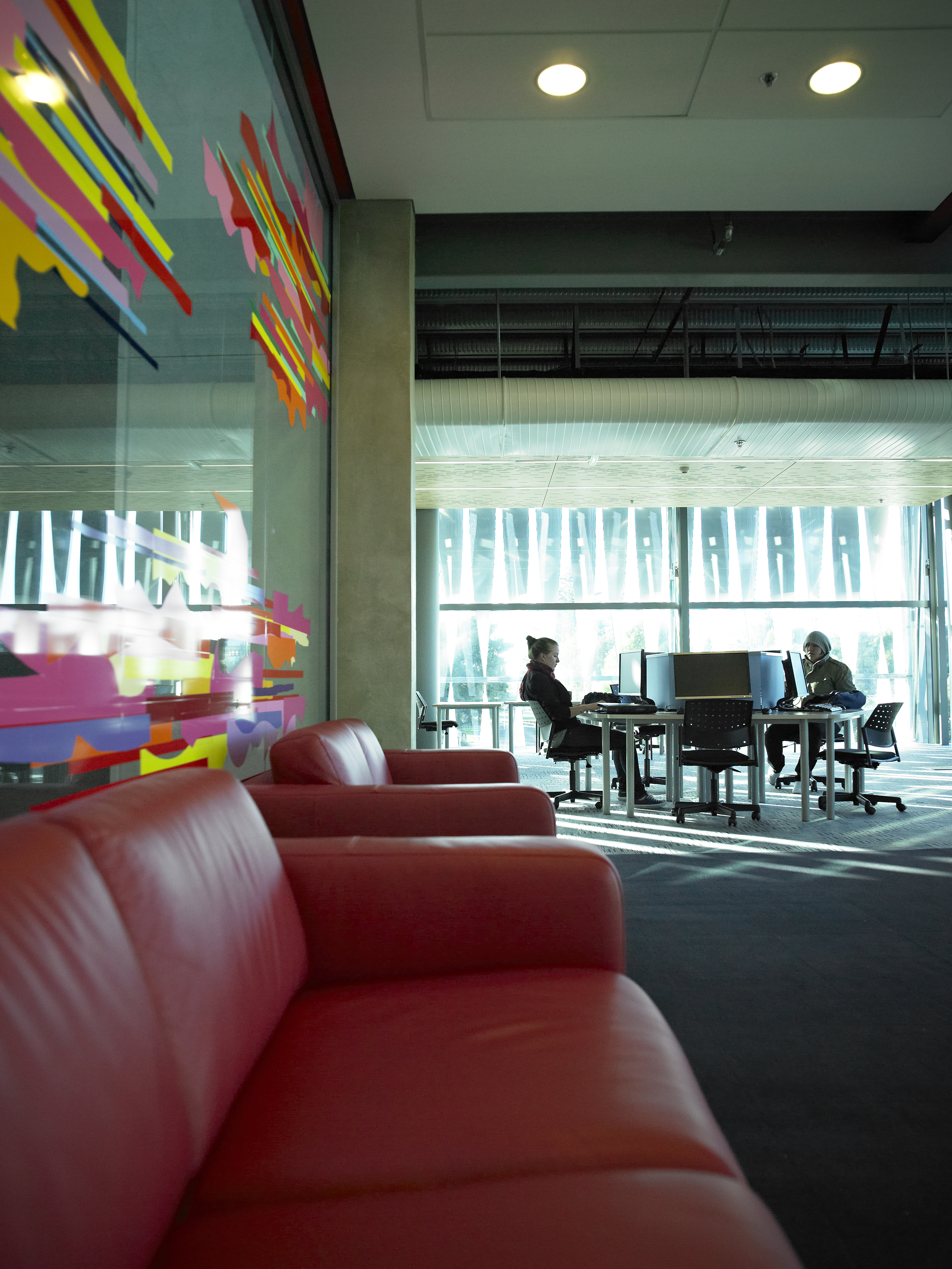
Laboratoire d'informatique à l'intérieur du centre universitaire de l'université de Waikato.

Le centre social du campus d'Hamilton campus est le nouveau centre universitaire, qui fut créé en 2011 par le gouverneur-général Sir Jerry Mateparae, ancien élève de Waikato. Conçu pour contenir la bibliothèque préexistante de l'université, le bâtiment de trente millions de dollars fut récompensé de cinq étoiles pour la qualité de son design, c'est le premier à avoir cinq étoiles dans la région de Waikato.

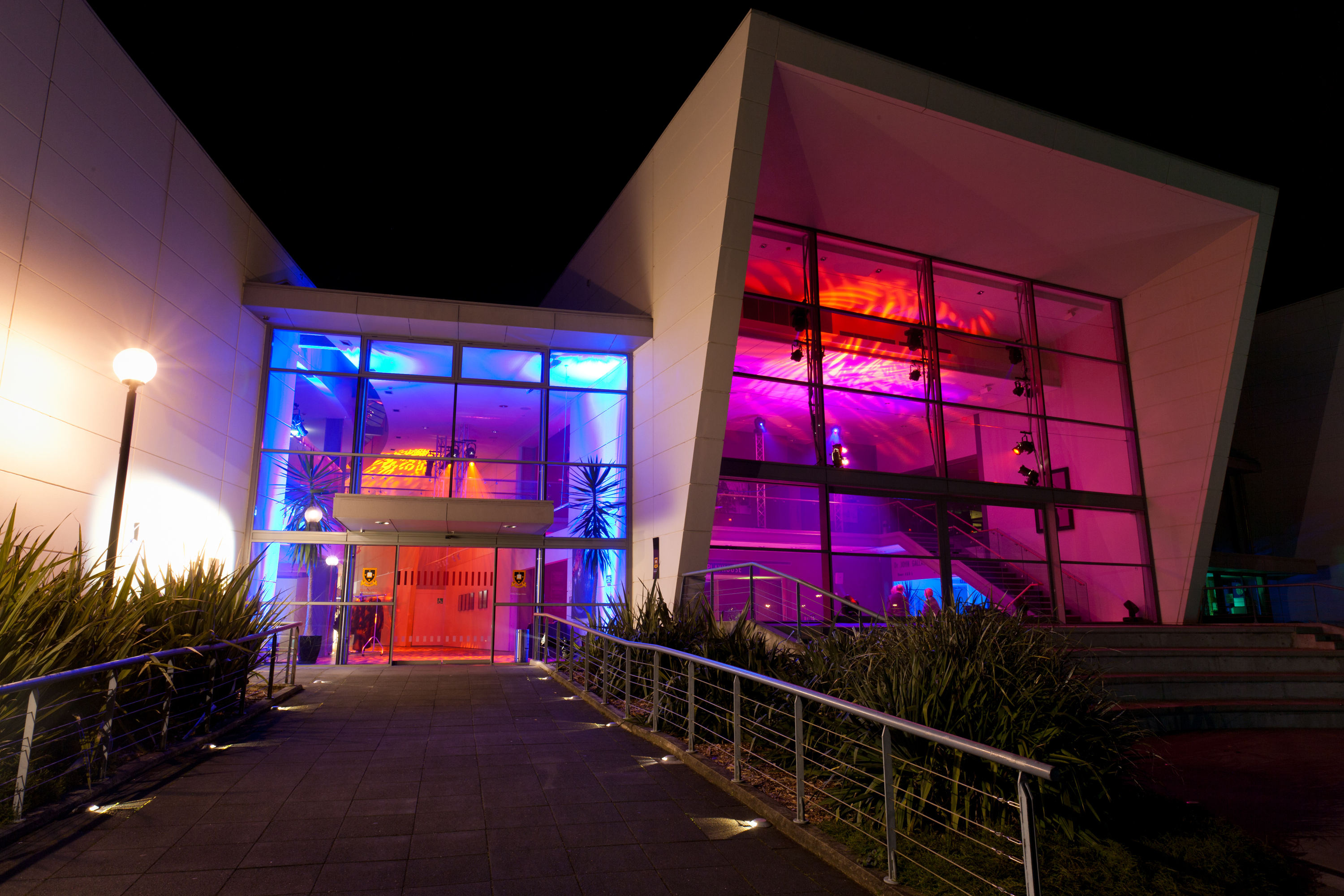
The Gallagher Academy of Performing Arts.

Le campus d'Hamilton est aussi le siège de la Gallagher Academy of Performing Arts. Dominant le lac de Knighton, le bâtiment médaillé fut construit à l'aide d'une souscription publique ouverte en 2001. Il fournit des espaces d'enseignement et de réalisation pour la musique, le théâtre et l'art dramatique, la danse et le Kapa haka ainsi que des espaces d'exhibition, et qui attire des artistes de renommée internationale.

## Accréditations et classements

### Accréditations
L'école de management de Waikato a réussi à obtenir une triple accréditation (Trois couronnes) en 2006 en réussissant à obtenir une accréditation des trois organisme principaux d'accréditation des écoles de commerce internationales : AACSB, EQUIS et AMBA — seulement 1 % des écoles de commerce internationales, parmi les 59 réparties dans le monde, ont réussi à réunir les standards complets de ces trois organismes d'accréditation.
L'école de management de Waikato est aussi accréditée par le Public Relations Society of America. L'école gagna son accréditation pour son programme de relations publiques étudiante en 2009, et est actuellement une des cinq institutions situées en dehors des États-Unis, à avoir gagné sa certification CEPR.
En 2011, le programme MBA de l'École de Management de Waikato pour les leaders Māori gagna le prix AMBA de l' MBA Innovation. Le MBA de Waikato est délivré en partenariat avec le collège Waikato-Tainui pour la Recherche et le Dévelopment. En 2012, le Centre pour l'éducation Corporate and Executive a reçu sa ré-accréditation pour ses programmes pour le AMBA pour cinq ans : MBA, la durée maximum de validité d'une accréditation. Ses programmes à plein temps : MBM ont aussi reçu le niveau le plus élevé de l'accréditation AMBA, le premier MBM délivré en Nouvelle-Zélande.
Les niveaux de bacheliers de l'École d'ingénieur de l'université sont tous accrédités internationalement par le Institute of Professional Engineers of New Zealand (IPENZ). La qualification BE comprend huit cents heures de travail expérimental et couvre les domaines de l'ingénierie de la chimie et de la biologie, des techniques de l'électronique, des matériaux et des process, de la mécanique et des techniques de l'ingénieur des logiciels.

### Top 50 des universités de moins de cinquante ans d'ancienneté
En 2013, L'université de Waikato fut classée au 46e rang des universités de moins de cinquante ans d'âge situées dans le monde par le THE World University Rankings basé en Angleterre, alors qu'elle était classée 58e en 2012.
Cette liste est un dérivé du classement de la THE World University et utilise les mêmes indicateurs de jugement comportant la recherche, les citations et les enseignements. THE exprime que l'analyse de l'état de ces jeunes universités est conçu pour prendre en compte les potentiels du futur autant que les meilleures des universités habituelles. Son utilisation objective les indicateurs de performance et se concentre moins sur leur réputation, partant du principe que les universités plus anciennes se font un plaisir de l'appuyer sur les réalisations de leurs anciens élèves et de leurs diplômés qui présentent des positions de séniors avec un large impact sur leur réputation.

### Top 500 des universités dans le monde
En 2013-2014, l'université de Waikato atteint le rang de 301–350 du classement The World University Rankings et est dans la bande des 401–410 du classement mondial des universités QS.
Le classement de la QS Subject Rankings a mis cinq domaines enseignés à l'université de Waikato parmi les 150 meilleurs du monde : la science des Ordinateurs et des systèmes de l'information (101–150), l'Économie et l'Econometrique (101-150), l'Éducation (46), le droit et les études Legales Studies (101-150) et le Langage (101-150).
Néanmoins l'université de Waikato n'a jamais fait partie du top 500 des universités du classement ARWU.

## Organisation

### La bibliothèque
La bibliothèque, Te Whare Pukapuka o Te Whare Wānanga o Waikato, est une bibliothèque universitaire complète et dynamique. C'est la porte d'entrée aux savoirs de l'université, qui fournit les informations et les ressources pour l'équipe de direction et pour les étudiants. Elle a pour mission de stimuler et d'encourager le développement d'une culture commune à l'intérieur de l'université et de l'apprentissage continu tout le long de la vie avec une indépendance intellectuelle. La bibliothèque offre un programme complet d'utilisation de l'éducation allant d'un tour d'orientation au début de chaque semestre jusqu'à des tutoriels approfondis sur les informations à retenir. Des consultations sur la recherche personnalisée sont fournies pour les étudiants diplômés et pour l'équipe d'enseignement. Elle se compose également d'une partie cartothèque, dont la plus grande partie du fonds a été apporté par la géographe Evelyn Stokes. L'équipe de direction de la bibliothèque est directement impliquée dans l'enseignement et assure aussi l'évaluation des informations acquises, à la fois dans les degrés et niveaux des programmes et aussi à travers les programmes de tutorals individuel ou en groupe.
La bibliothèque est située au centre du campus et sert à la fois pour le campus et pour l'enseignement à distance. Il y a différentes bibliothèques et collections situées sur les autres parties distantes du campus : Bay of Plenty Polytechnic Library à Tauranga, et des collections archivées en dehors du campus d'Hamilton. La bibliothèque contient environ 1 059 000 volumes imprimés et reçoit 2 144 revues ou séries imprimées et elle souscrit à un grand nombre de travaux et bases de données et de journaux électroniques fournissant un accès à environ 162 000 ressources numériques. Il existe une politique de migration vers l'accession au contenu numérique dès que cela est possible. La bibliothèque est membre du consortium de la LCoNZ.

### Écoles et facultés
L'université est formée de sept facultés :
- Faculty of Arts and Social Sciences ;
- Faculty of Computing and Mathematical Sciences ;
- Faculty of Education ;
- Te Piringa, The Faculty of Law ;
- School of Māori and Pacific Development ;
- Faculty of Science and Engineering ;
- Waikato Management School.

### Institut de recherche, centres et groupes
L'université de Waikato comprend environ trente instituts de recherche, de centres et de groupes, comprenant :
- Environmental Research Institute (ERI) ;
- Institute for Business Research (IBR) ;
- Institute of Educational Professional Learning and Development ;
- National Institute of Demographic and Economic Analysis (NIDEA) ;
- Te Kotahi Research Institute ;
- Wilf Malcolm Institute of Educational Research (WMIER).

### Logements
L'université de Waikato dispose de quatre résidences sur le campus, offrant au total plus de mille lits[réf. souhaitée] :
- College Hall ;
- Bryant Hall ;
- Student Village ;
- Orchard Park.

## Māori à Waikato
Waikato est unique parmi les universités de Nouvelle-Zélande du fait de son partenariat avec Tainui sur le territoire de laquelle siége l'université. Au niveau de la gouvernance, Te Rōpū Manukura, le kaitiaki (« guardien ») du Traité de Waitangi pour l'université, agit pour s'assurer que les travaux de l'université fonctionne en partenariat avec les iwi pour assurer les besoins tertiaires et les aspirations des communautés Māori.
Le marae de l'université, Te Kohinga Mārama, fut ouvert en 1987 comme une partie du collège de l'éducation, et s'inscrive sous le manteau du roi Maori Kīngi Tuheitia.
L'université enrôle approximativement 15 % d'étudiant Maori de Nouvelle-Zélande, la proportion la plus importante de toutes les universités de Nouvelle-Zélande. Ces étudiants représentent 17 % des équivalents temps plein (EFTS) des étudiants de Waikato. L'équipe d'enseignant Māori atteint 10 % du total, et constitue un quart des postes de senior de l'université.
Chaque année en avril, l'université célèbre son engagement vis-à-vis de kaupapa et tikanga Māori par Kīngitanga Day.

## Scolarité
L'université offre un large choix de filières, pour aboutir à des diplômes pour les élèves sortants. La plus prestigieuse est le programme nommé sir Edmund Hillary. Lancé en 2005, le programme permet aux étudiants ayant des talents sportifs ou artistiques de se réaliser tout en entreprenant des études supérieures. Chaque année, l'université accepte environ cinquante nouveaux étudiant Hillary, qui reçoivent une liberté entière pour mener leur scolarité, avec des supports universitaires personnalisés, sous la conduite de tuteurs dans leur domaine sportif et artistique, en cherchant le développement de leurs compétences et un entrainement au leadership.

## Personnalités liées à l'université

### Professeurs
- Lynda Johnston, professeure et rectrice pour le développement durable[24].

### Étudiants
En 2007, le Distinguished Alumni Awards a été lancé pour célébrer les diplômés de Waikato qui ont fait des contributions régulières sur le devenir de leurs carrières ou leurs communautés.
Personnalités notables y ayant fait leurs études à l'université de Waikato :
Nathan Cohen diplômé en (BMS; 2012) a été deux fois champion du monde et champion olympique en aviron.
- Nikki Cox,champion World Life Saving Championships (en) ;
- Graham Oberlin-Brown (en) ,médaille d'argent Championnats du monde d'aviron 2010 ;
- Lauris Edmond (1924-2000), poétesse.
- Jacinda Ardern (1980-), première ministre de Nouvelle-Zélande de 2017 à 2023

## Association des étudiants
- Waikato Students' Union (WSU)
- Nexus (magazine étudiant)
- Pacific Law Students' Association
- Te Whakahiapo
- The University of Waikato Law Students' Association